# Barco furtivo

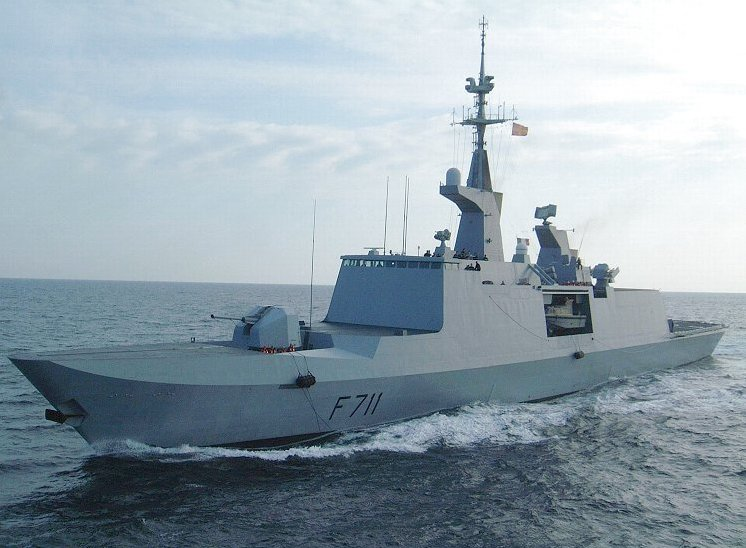
Fragata francesa Surcouf.

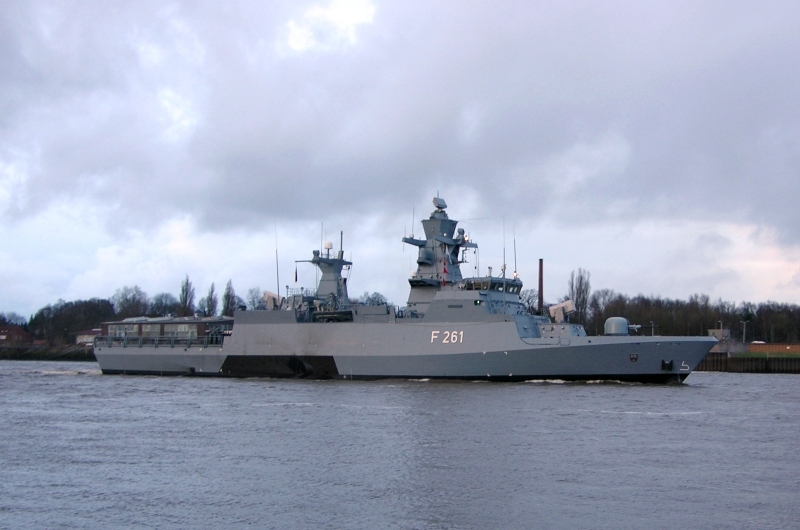
Corbeta alemana Clase Braunschweig (F 261).

Un barco furtivo es un barco que utiliza tecnología de sigilo y es construido con el fin de evitar o hacer que sea más difícil de detectar por el radar, por la vista, por el sonar o por otros métodos. Esta técnica se tomó prestada de los aviones invisibles al radar, pero algunos aspectos como la reducción del ruido son exclusivos de los diseños de los barcos invisibles.
La reducción de los cruces con el radar de las zonas del barco, la reducción de la visibilidad del barco y la reducción del sonido, no son características únicas de los barcos. La reducción de visibilidad mediante trajes o camuflaje se da desde hace más de 200 años y en cuanto al radar, esta tecnología empezó a utilizarse durante la guerra fría. Una característica común a la tecnología stealth es el uso de cascos inclinados hacia dentro, porque reducen considerablemente la visibilidad del radar.

## Ejemplos
Han aparecido varios barcos que utilizan tecnología stealth, como son las corbetas suecas de clase Visby, las fragatas holandesas de clase Zeven Provinciën, las patrulleras noruegas clase Skjold, las fragatas francesas clase La Fayette, las patrulleras chinas clase Houbei, las MEKO alemanas de clase Braunschweig y clase Sachsen, las fragatas indues de clase Shivalik, las fragatas de Singapur de clase Formidable, los destructores  ingleses del Tipo 45, los americanos de la Clase Zumwalt o los patrulleros lanzamisiles de la Clase Hamina.
El Visby fue el primer barco stealth en entrar en servicio, y está diseñado para evitar ser visto por el ojo, por el radar, por el sonar, por infrarrojos y es silencioso. Su superficie fue construida de fibra de carbono y fue reforzado con plástico. Este barco demostró que por su diseño era más difícil de detectar a gran distancia.
Los destructores ingleses del Tipo 45, tienen características similares al Visby, pero es mucho más convencional. El Sea Shadow (IX-529), que utiliza las dos tumblehome y características SWATH, fue un primer experimento de los Estados Unidos para contar con un buque con tecnología stealth. Actualmente, los Estados Unidos, desarrollan los destructores de la clase Zumwalt, es el modelo stealth de los Estados Unidos. Los destructores de la clase Arleigh Burke también utiliza tecnología stealth sin ser completamente un barco sigiloso, este es similar a los diseños alemanes.

## Diseño

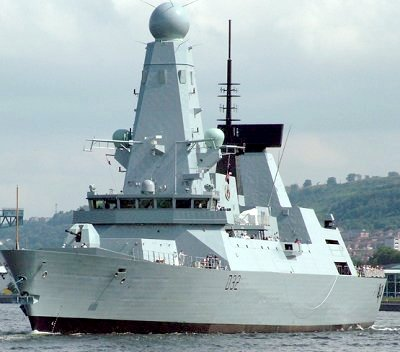
Destructor Tipo 45 de la Royal Navy.

En el diseño de un barco que reduce la visibilidad del radar, la principal preocupación son las ondas del radar que detectan los cuerpos que flotan en el agua, que son detectados a distancia por los aviones, o los barcos con radares de ese tipo. Por esto la salida del barco a la superficie del agua tiene que evitar ser vertical, ya que devuelve directamente la onda al radar emisor. Las anclas son quitadas para que no hagan efecto reflectante. La forma de un barco invisible tiene que tener el casco y la superficie construidas con salientes para que no reflejen las ondas del radar. El diseño fue revelado por varios astilleros alemanes, y como es lógico fue aplicado sobre barcos del ejército alemán.